# La rubia tarada
«La rubia tarada» es una canción compuesta por Luca Prodan, Germán Daffunchio y Diego Arnedo. Es la primera canción perteneciente al álbum de estudio Divididos por la felicidad del grupo musical de Argentina Sumo. Fue grabado y editado en el año 1985.

## Historia
La canción iba a llamarse originalmente «Una noche en New York City», nombre que había tenido su edición original en el demo titulado Corpiños en la madrugada en 1983. Con el éxito adquirido con esta canción y el disco, el grupo musical pudo salir del circuito under y dejaron de tocar en pubs, para ya tocar en grandes estadios.

## Interpretación
La canción encarna la posición mercantilista y superflua de la sociedad moderna de mediados de los años '80 y se contrasta con la gente despierta, la gente que distingue entre lo superficial y lo esencial. 
En la letra, Luca Prodan denuncia la frivolidad y el doble discurso de una generación a la cual él pertenecía y criticaba, pero a la que no homogeneizaba porque sabía que también había "gente despierta", esa gente de la Argentina que el músico apreciaba.
En síntesis, la canción critica a la burguesía porteña de la década de 1980.

## Músicos
- Luca Prodan: Voz principal y coros.
- Ricardo Mollo: Guitarra principal y coros.
- Germán Daffunchio: Guitarra rítmica y coros.
- Diego Arnedo: Bajo y coros.
- Roberto Pettinato: Saxofón y coros.
- Alberto Troglio: Batería.